# マヌート・ボル
マヌート・ボル（Manute Bol, 1962年10月16日 - 2010年6月19日）は、南スーダン出身の元プロバスケットボール選手及びチャリティ・平和活動家。身長231cm、体重91kgのボルはゲオルゲ・ムレシャンと共にNBA史上最高身長記録の保持者である。スーダン南部のディンカ族の酋長の息子で、名前の「マヌート」とは「恵み」の意味を持つ。ディンカ族は世界一の長身民族で、父親は203cm、母親は208cm、曾祖父は240cmあったという。
長身を活かした高いブロック能力を有し、NBAの歴史上通算得点よりも通算ブロックの方が多い唯一の選手である。息子のボル・ボルもNBA選手で、フェニックス・サンズに所属している。
マヌートの誕生日は1962年10月16日とされているが、これはスーダンから渡米した際にメンターのケビン・マッケイにより付けられたものであり、彼の実際の生年はマヌート自身やその家族を含め誰も分からない。なお、マッケイは彼に生年を付ける際に「スポーツ選手として若い方が評価される」という理由で遥かに若く見積もった生年を与えたことを認めており、マヌートがNBAでプレーしていた際の実際の年齢は40〜50歳であったと考えている。

## 概要
フェアリー・ディキンソン大学の関係者にスカウトされ、19歳で渡米、クリーブランド州立大学に入学する手はずになっていた。しかし、英語の読み書きが満足に出来ず、年齢を証明できるものがなかったため同校から入学を拒否された。NCAAはそれらを問題視し、留学生のための英語プログラムを持つディビジョンIIのブリッジポート大学にボルを入学させた。後にクリーブランド州立大学はボルと他の2人のアフリカ人選手に不適切な財政援助を行ったとして、2年間の保護観察処分になった。
1983年のNBAドラフトでサンディエゴ・クリッパーズに指名を受けたものの、当時ドラフト候補生ではなかったためこの指名は認められなかった。1984-1985年はブリッジポート大学の大学チームでプレーし、1985年のNBAドラフトではワシントン・ブレッツに31位指名を受けた。以後10年間NBAでプレー。1987年にワシントン・ブレッツが身長僅か160cmのポイントガード、マグジー・ボーグスをドラフト指名したことからリーグ史上最高と最小身長の選手が1シーズン同じコートでプレーすることとなった。
その圧倒的な身長と手足の長さを活かしたプレースタイルでボルはリーグ屈指のディフェンダーとして知られ、類を見ないペースでブロックを重ね続けた。身長と比べて極めて軽い体重のため、他のNBA選手と比べると持久力が切れにくく、ゲーム終盤まで動きを維持できるのが売りであった。1985-86シーズンは通算397ブロックをマークし新人記録を打ち立てた。NBA半シーズンのブロック記録保持者でもある。オーランド・マジック戦では5秒間で4ブロックを記録したこともある。しかしブロック以外の技術はかなり粗く、芯の細い体型ではフィジカル面に優れている他のセンターやフォワードとのポジション争いではやや遅れを取る場面が多かった。特にシュート能力はリーグ最底辺レベルであった。しかし、シュートレンジ自体は長身選手としては広く、ときおりスリーポイントシュートを成功させた。
NBAでは1試合平均2.6ポイント、4.2リバウンド、0.3アシスト、3.3ブロックをマーク。また1試合平均出場時間はわずか18.7分だった。ディフェンスのスペシャリストだったボルは通算1599ポイント、2647リバウンド、2086ブロックを記録し、10シーズンで624試合に出場した。2024年現在での主な記録は：
- 1試合平均ブロック数（3.34）はマーク・イートンに次ぐ歴代2位[7]
- 通算ブロック数（2086）は歴代16位[8]。
- また、NBA史において唯一ブロック数がポイント数を上回る選手である（ブロック数2000以上で4000ポイント以下の選手）[8]。

1994年までNBAでプレーした後、ボルはコンチネンタル・バスケットボール・アソシエーションのフロリダ・ビーチドッグスで1995-1996年のシーズン中22試合プレイしている。また1996年にはUSBLのチームへの入団が発表されたが、実際試合に出場することはなかった。その後イタリアやカタールのプロリーグでもケガで引退を余儀なくされるまでプレイを続けた。
後述のようにチャリティー活動に熱心に取り組み、その人間性は高く評価されている。

### NBA

#### ワシントン・ブレッツ
ブレッツからドラフトされたボルは、そこで1985年から1988まで3シーズンをプレイした。1985年12月12日のミルウォーキー・バックス戦でキャリアハイとなる18得点を含む9リバウンド、1アシスト、12ブロックを記録し、チームは延長戦の末に110-108で辛勝した。新人だった1985年には80試合に出場し、1試合平均5ブロックというキャリア最高のペースでブロックを記録した。
1987年2月26日のインディアナ・ペイサーズ戦でキャリアハイとなる19リバウンド、15ブロックを含む10得点、1アシストを記録し、自身唯一となるトリプル・ダブルを達成した。

#### ゴールデンステート・ウォリアーズ
1988年にウォリアーズへ移籍し、1990年まで2シーズン在籍。ウォリアーズでの1シーズン目からスリーポイントショットを身に付け始め、そのシーズンはスリーポイントショットを最多の91回放ち、そのうち20ショットを決めるという活躍を見せた。

#### フィラデルフィア・76ers
その後3シーズンは76ersでプレイ。1990-1991年のシーズンでは自己最多の全82試合に出場したものの、徐々に体力的な衰えが見え始める。2シーズン後、出場試合数は僅か58試合となった。フィラデルフィアでの最後の年となった1993年には元チームメイトのチャールズ・バークレー率いるフェニックス・サンズとの1戦で、試合は負けたものの、後半12本のスリーポイントショットの内半分を決めるという活躍を見せた。

#### マイアミ・ヒート
ボルは1993年から1994年にかけて1シーズンのみマイアミでプレーしたものの、レギュラーとしては起用されなかった。61分間のプレー中で2ポイントと6ブロックを決めただけで終わった。

#### ワシントン・ブレッツ（第二期）
再びブレッツへと移籍したボルは1993-1994年のシーズン後半で僅か2試合の出場に留まった。自分と同じ231cmの長身新人選手ゲオルゲ・ムレシャンの指導のために契約を結んだとされている。

#### フィラデルフィア・76ers（第二期）
再びセブンティシクサーズへと移籍したボルは1994年のシーズン終了間際に4試合プレーしただけに終わった。ブレッツに再移籍した時と同様、229cmのショーン・ブラッドリーの指導のために契約を結んだとされている。プレー時間は僅か49分間だったものの、6ポイント、6リバウンド、9ブロックの成績を残した。

#### ゴールデンステート・ウォリアーズ（第二期）
ボルが最後にNBAでプレーしたチームは過去にも所属した事のあったウォリアーズだった。始めて背番号1のユニフォームを着用したボルは見事開幕メンバーに選ばれ、1994-1995年のシーズン開幕直後の5試合をプレーした。シーズン初となるホームゲームでは29分間のプレーで3回のスリーポイントショットをすべて決めるという全盛期を思わせる活躍でチームに大きく貢献した。その後も長身を活かしたプレーで活躍を見せたものの、1994年11月22日のホーネッツ戦で試合開始10分にケガで退場となり、結局その試合を最後にNBAを引退した。

## 引退後
現役中もチャリティー活動を行っていたボルは引退後さらにその活動を広めた。10年間NBAでプレーして得た財産はすべて戦争が絶えない母国スーダンの復旧のために使ったと自負している。スーダンの難民キャンプにも頻繁に足を運び、そこでは王族並みの歓迎で迎えられる程の存在となった。2001年にはスーダン政府に大臣の地位を与えられたものの、イスラム教への改宗を条件とされた為、キリスト教信者のボルはこの申し出を断っている。その後ボルは政府に同じキリスト教のスーダン人民解放軍の支持者だと決めつけられ、海外行きビザの発行を拒否される羽目になった。コネチカット州知事のジョー・リーバーマンを含むアメリカ合衆国のファンからの寄付金でエジプト行きの航空券を得たボルはカイロのアメリカ大使館で6ヶ月間にも及ぶ交渉でようやく家族と共にアメリカへ帰ることに成功した。
その後「Ring True Foundation」というスーダン難民への援助団体を設立し、自身の財産（およそ350万ドル）はすべてこの団体に注ぎ込んでいる。2002年には難民援助団体への寄付を放送で促すことを条件にフォックス放送局の「有名人ボクシング選手権」に出場し、元NFL選手のウィリアム・ペリーに3ラウンド判定勝利を収めている。同年セントラルホッケーリーグのインディアナポリス・アイスと1日契約を結ぶ、騎手としてデビューする等の活動でも援助金を作っている。
2004年7月には乗っていたタクシーがガードレールに当たり転覆するという事故に遭い、首の骨を骨折する大ケガを負っている。しかし翌年4月にはシカゴ・ブルズの試合開始前のセレモニーに姿を見せている。
2006年4月にはニューヨークの国際連合ビルからワシントンD.C.のアメリカ合衆国議会議事堂までのマーチに参加。3週間に渡るこのマーチはスーダン全土での人権侵害、特に西部に位置するダルフールで発生しているジェノサイドへの認識を呼びかける運動で、ボルは開始地点のニューヨークでスピーチも行っている。
エジプト在住時にはカイロでバスケットボールスクールも経営していた。同じスーダン難民で、教え子の一人だったルオル・デンは後にアメリカへ移住しシカゴ・ブルズへの入団を果たし、後にNBAオールスターゲームの出場も果たしている。
2010年6月19日、アメリカ合衆国バージニア州シャーロッツビルにて腎不全のために逝去。47歳没。葬儀は国葬によって行われた。

## プレースタイル
マヌートは特にインサイドのディフェンスに長けているプレイヤーであり、カリーム・アブドゥル＝ジャバーのスカイフックもブロックするほどのインサイドディフェンダーである。
また、現在では珍しくないが、当時はセンターが3ポイントを打つことは珍しく、マヌートもその一人でウォリアーズ時代にヘッドコーチは3ポイントを練習させた。ウォリアーズ時代の成功率は2割ほどだったが、チームの勝利に貢献することができた。また、彼のシュートをブロックすることは極めて困難であった。息子のボル・ボルも3ポイントを打つことが可能で、それはマヌートからの親譲りと言える。

## 個人成績

### NBA

#### レギュラーシーズン
| シーズン | チーム | GP  | GS  | MPG  | FG%  | 3P%  | FT%  | RPG | APG | SPG | BPG  | PPG |
| -------- | ------ | --- | --- | ---- | ---- | ---- | ---- | --- | --- | --- | ---- | --- |
| 1985–86  | WSB    | 80  | 60  | 26.1 | .460 | .000 | .488 | 6.0 | .3  | .4  | 5.0* | 3.7 |
| 1986–87  | WSB    | 82* | 12  | 18.9 | .446 | .000 | .672 | 4.4 | .1  | .2  | 3.7  | 3.1 |
| 1987–88  | WSB    | 77  | 4   | 14.8 | .455 | .000 | .531 | 3.6 | .2  | .1  | 2.7  | 2.3 |
| 1988–89  | GSW    | 80  | 4   | 22.1 | .369 | .220 | .606 | 5.8 | .3  | .1  | 4.3* | 3.9 |
| 1989–90  | GSW    | 75  | 20  | 17.5 | .331 | .188 | .510 | 3.7 | .5  | .2  | 3.2  | 1.9 |
| 1990–91  | PHI    | 82* | 6   | 18.6 | .396 | .071 | .585 | 4.3 | .2  | .2  | 3.0  | 1.9 |
| 1991–92  | PHI    | 71  | 2   | 17.8 | .383 | .000 | .462 | 3.1 | .3  | .2  | 2.9  | 1.5 |
| 1992–93  | PHI    | 58  | 23  | 14.7 | .409 | .313 | .632 | 3.3 | .3  | .2  | 2.1  | 2.2 |
| 1993–94  | MIA    | 8   | 0   | 7.6  | .083 | .000 | ---  | 1.4 | .0  | .0  | .8   | .3  |
| 1993–94  | WSB    | 2   | 0   | 3.0  | ---  | ---  | ---  | .5  | .5  | .0  | .5   | .0  |
| 1993–94  | PHI    | 4   | 0   | 12.3 | .429 | ---  | ---  | 1.5 | .0  | .5  | 2.3  | 1.5 |
| 1994–95  | GSW    | 5   | 2   | 16.2 | .600 | .600 | ---  | 2.4 | .0  | .0  | 1.8  | 3.0 |
| 通算     | 通算   | 624 | 133 | 18.7 | .407 | .210 | .561 | 4.2 | .3  | .2  | 3.3  | 2.6 |

#### プレーオフ
| シーズン | チーム | GP | GS | MPG  | FG%  | 3P%  | FT%   | RPG | APG | SPG | BPG | PPG |
| -------- | ------ | -- | -- | ---- | ---- | ---- | ----- | --- | --- | --- | --- | --- |
| 1986     | WSB    | 5  | 5  | 30.4 | .588 | ---  | .375  | 7.6 | .2  | .6  | 5.8 | 4.6 |
| 1987     | WSB    | 3  | 0  | 14.3 | .400 | .000 | .000  | 3.0 | .0  | .0  | 1.7 | 2.7 |
| 1988     | WSB    | 5  | 0  | 8.8  | .571 | ---  | 1.000 | 2.4 | .0  | .0  | .4  | 1.8 |
| 1989     | GSW    | 8  | 0  | 18.5 | .194 | .091 | .286  | 3.9 | .1  | .3  | 3.6 | 2.3 |
| 1991     | PHI    | 8  | 0  | 13.6 | .500 | ---  | .667  | 2.4 | .1  | .1  | 1.5 | 3.0 |
| 通算     | 通算   | 29 | 5  | 17.1 | .386 | .087 | .492  | 3.8 | .1  | .2  | 2.7 | 2.8 |

### カレッジ
| シーズン | チーム         | GP | FG%  | FT%  | RPG  | APG | SPG | BPG | PPG  |
| -------- | -------------- | -- | ---- | ---- | ---- | --- | --- | --- | ---- |
| 1984–85  | ブリッジポート | 31 | .611 | .595 | 13.5 | 1.4 | .3  | 7.1 | 22.5 |